# Synagoge (Boizenburg)

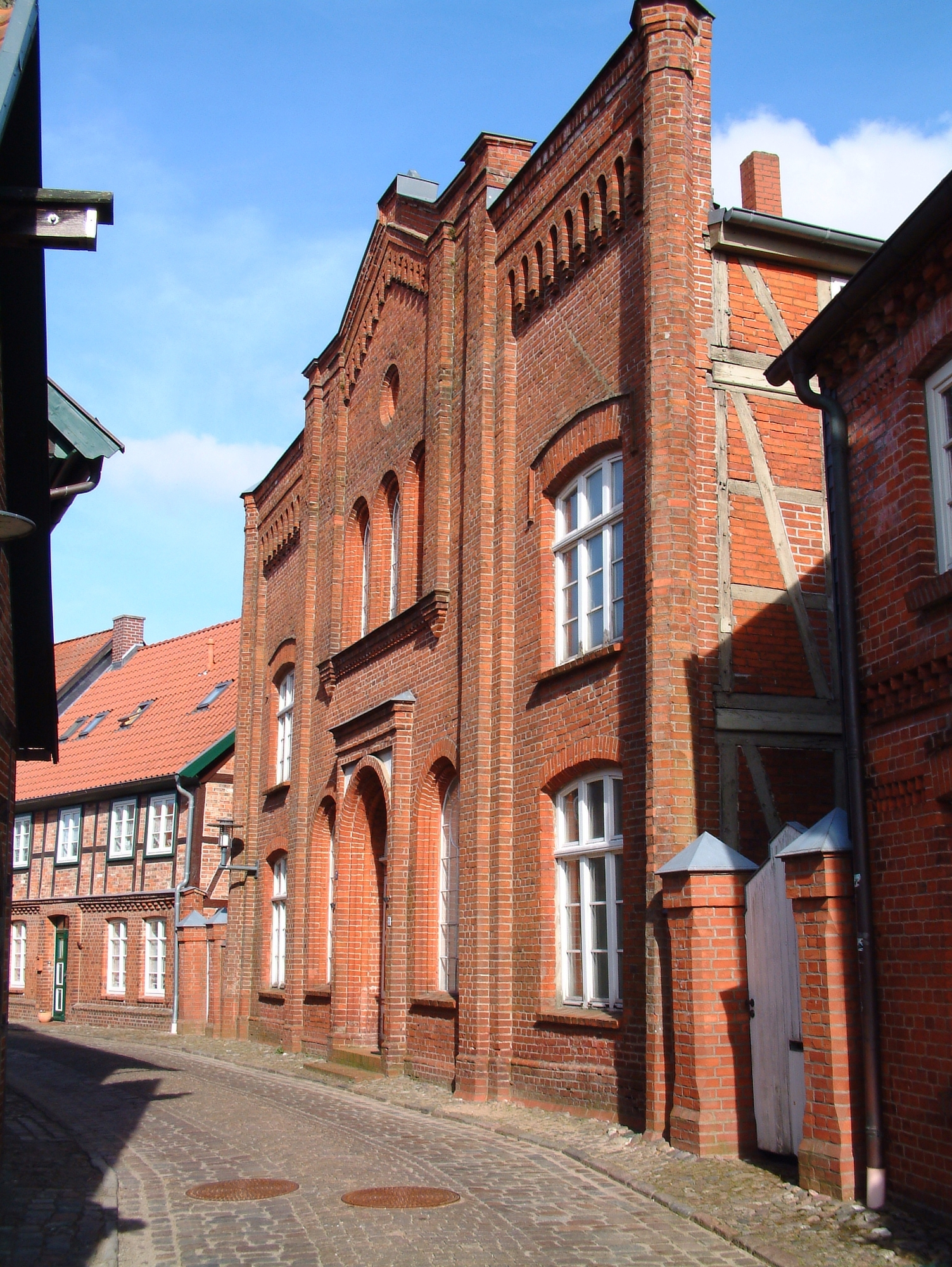
Die ehemalige Boizenburger Synagoge, der Westgiebel.

Die Synagoge in Boizenburg war bis 1892 der religiöse Versammlungsort der im Ort ansässigen jüdischen Gemeinde. Seit 1984 ist die profanierte Synagoge ein geschütztes Baudenkmal.

## Geschichte
Bereits im 13. Jahrhundert wurden jüdische Einwohner der Stadt Boizenburg erwähnt, welche dem Landesherren gegenüber Abgabepflichtig waren. Im Gegenzug erlaubte der Landesherr ansässigen Juden den Handel.
Als Auswirkung des Sternberger Hostienschänderprozesses von 1492 kam es auch in Boizenburg zur gewaltsamen Vertreibung der ansässigen Juden. Erst Mitte des 18. Jahrhunderts konnten sich Juden wieder am florierenden Handel in der Stadt beteiligen. Sie benötigen jedoch einen sogenannten Schutzbrief, der gegen Zahlung von 5 bis 15 Taler vom regierenden mecklenburgischen Herzog ausgestellt wurde.
1799 entschloss sich die jüdische Gemeinde Boizenburg eine Synagoge zu errichten. So entstand von 1799 bis 1801 in der Wallstraße 48, der heutigen Kleinen Wallstraße 7, ein repräsentativer Fachwerkbau. 1846 wurde jedoch der schlechte bauliche Zustand angemerkt, so dass in absehbarer Zeit keine Gottesdienste mehr abgehalten werden konnten.
Im Jahr 1864 erfolgte schließlich die umfassende Instandsetzung und Modernisierung der Synagoge. Aus dem Hause des mecklenburgischen Großherzoges Friedrich Franz II. wurden zu diesem Zweck insgesamt 250 Taler gestiftet. Das Gebäude erhielt in dieser Zeit die noch heute sichtbaren imposanten Fassaden aus rotem Backstein. Die feierliche Wiedereröffnung der Synagoge am 27. September 1864, die in Anwesenheit des Landesrabbiners Salomon Cohn vollzogen wurde, bildete den Abschluss der Instandsetzung. Zahlreiche Einwohner der Stadt und Ehrengäste nahmen an den Feierlichkeiten teil. Der Festzug begann seinen Weg zur neuen Synagoge vor dem Haus des jüdischen Kaufmannes Lazaurus, der in der Baustraße wohnte. Der festliche Zug wurde von Kindern der Gemeinde angeführt, von denen eines den Schlüssel der neuen Synagoge auf einem blauen Samtkissen voran trug. In den Festzug reihten sich die drei Bauwerksmeister, Repräsentanten der Stadt und Ämter, Landesrabbiner Cohn mit den beiden Trägern der wertvollen Torarollen und schlussendlich die Gemeindemitglieder der jüdischen Gemeinde Boizenburg ein.
In den folgenden Jahrzehnten nahm die Anzahl der Gemeindemitglieder stetig ab, so waren es 1892 nur noch 19 Gemeindemitglieder. Die Abnahme der Anzahl der Gemeindemitglieder hing auch mit der Aufhebung der Wohnortbeschränkungen für Juden zusammen. Da der Unterhalt der Synagoge nicht mehr gewährleistet werden konnte, musste die Gemeinde das Gebäude im Jahr 1892 schließlich veräußern. Es fand sich zeitnah ein Käufer für das repräsentative Gebäude, die am 5. November 1822 gegründete Freimaurerloge Vesta zu den drei Türmen.
Die verbliebenen jüdischen Gemeindemitglieder veranstalteten ihre Gottesdienste fortan im Haus des Kaufmannes David Lazarus in der Baustraße 25, bis auch dieser sein Haus veräußerte.
1922 feierte die 62 Mitglieder starke Johannisloge Vesta zu den drei Türmen ihr hundertjähriges Stiftungsfest. Zahlreiche Logenbrüder des Landes nahmen an den Feierlichkeiten teil, deren Höhepunkt die von Logenmeister Conrad Beckhaus geleitete Tempelfeier bildete.
Die Machtübernahme durch die Nationalsozialisten bedrohte nicht nur das jüdische Leben in Deutschland, auch die Mitglieder der Freimaurerlogen wurden zum Ziel des NS-Regimes. Nach dem Verbot aller Freimaurerlogen kam es auch zur Enteignung der Boizenburger Freimaurerloge. Das ehemalige Synagogengebäude wurde aus diesem Grund im März 1934 von der Stadt Boizenburg übernommen und ab dem 29. September 1935 als Heimatmuseum genutzt. Im Zuge der neuen Nutzung nahm man weitreichende Veränderungen am äußeren Erscheinungsbild vor. Ende des Zweiten Weltkrieges kam es dann kriegsbedingt zur Auslagerung des Museumsbestandes. Erst 1958 konnte die Wiedereröffnung des Heimatmuseums erfolgen. Das Museum blieb bis 1980 in der ehemaligen Synagoge beheimatet. Nachfolgend wurde in den Räumlichkeiten ein Musikkabinett eingerichtet, welches die Räume bis 1991 nutzte. 1993 übereignete die Stadt Boizenburg die ehemalige Synagoge wieder der Freimaurerloge Vesta zu den drei Türmen. In ihrem Besitz verblieb das Gebäude bis zum Oktober 2015. Im selben Monat übernahm die Guru Ram Das Aquarian Academy das geschichtsträchtige Bauwerk.

## Synagoge

### Baubeschreibung
Die Synagoge war ursprünglich ein schlichter mehrgeschossiger Fachwerksbau, nach oben hin mit einem Satteldach abschließend. Mit den Umbauarbeiten von 1864 ergaben sich grundlegende Änderungen im Erscheinungsbild. So wurden die hohen Giebel aus rotem Backstein errichtet. Begrenzt werden die Giebel durch gemauerte achteckige Pfeiler, welche mit achteckigen abgeflachten Pyramiden bekrönt sind. An den Giebeln finden sich Gesims, Zahnfries und auch Rundbogenfries als Schmuckelemente. Der Dreiecksgiebel auf der Ostseite wird wiederum durch ein mit Voluten verzierten Sandstein bekrönt. Am Gebäude finden sich auch zahlreiche hohe rundbogige und rechteckige Fenster, die teils erst bei den Umbauarbeiten im Jahr 1934 hinzukamen. So wurden im Rahmen der Umbauarbeiten das Misrachfenster, der darunterliegende Aron-Hakodesch-Erker, in dem sich bis 1892 die Nische des Toraschreins befand, und die flankierenden Fenster des Ostgiebels beseitigt. Die dreigeteilte rundbogige Blendnische über dem Misrachfenster verschwand ebenfalls. Auch wurden die überhöhenden Abschlüsse der Dreiecksgiebel vollständig entfernt. Bei dieser Umbaumaßnahme, die die Stadt Boizenburg im September 1934 genehmigte, wurden letztlich fast alle sichtbaren Baumerkmale einer Synagoge beseitigt. Lediglich der Westgiebel weist noch entstehungszeitliche Merkmale auf.
Das heutige Erscheinungsbild der ehemaligen Synagoge ist das Ergebnis der umfangreichen Umbauarbeiten von 1934. Im Inneren des Hauses erinnert eine Gedenktafel an die Jahrzehnte währende Nutzung durch die israelitische Glaubensgemeinschaft.

## Toraschrein und Torarollen

### Toraschrein
Nachdem die Synagoge im Jahr 1801 errichtet worden war, gab die jüdische Gemeinde die Fertigung eines Toraschreins in Auftrag. Das Äußere des Schreins war von perlweißer Farbe, das Innere hingegen von grauer Farbe. Die den Schrein flankierenden Säulen waren rot marmoriert. Der Schrein wurde zudem von Schmuckelementen geziert, die sich als vergoldete Krone über den Gesetzestafeln und Ausmalungen darstellten.
Über den Verbleib des Boizenburger Toraschreins ist nichts bekannt.

### Torarollen
Die Boizenburger Gemeinde besaß fünf Torarollen. Sie wurden nach dem Verkauf der Synagoge vom jeweiligen Gemeindevorstand in Verwahrung genommen. Der Boizenburger Kaufmann und Gemeindemitglied Franz Wolff nahm die Torarollen in den 1930er Jahren mit nach Hamburg. Dort wurden sie wegen „Nichtgutseins“ verbrannt.

## Gemeindestatistik 1768–1938
In den 1930er Jahren verließen die wenigen noch ansässigen jüdischen Einwohner die Stadt. So gab auch Kaufmann Franz Wolff sein Bekleidungsgeschäft, das im heutigen Stadthaus ansässig war, 1931 auf. Er zog später nach Hamburg. Als letzte jüdische Bürger verließen schließlich Bernhard Cohn, der bis dahin die Geburtenregister der Gemeinde verwahrte, und seine Tochter Berta im Jahr 1938 die Stadt.
| Jahr | Juden | Familien |
| ---- | ----- | -------- |
| 1768 | 0–    | 04       |
| 1805 | 0–    | 05       |
| 1810 | 036   | 0–       |
| 1819 | 051   | 0–       |
| 1828 | 063   | 0–       |
| 1846 | 038   | 0–       |
| 1892 | 019   | 0–       |
| 1910 | 010   | 0–       |
| 1924 | 0–    | 03       |
| 1933 | 0–    | 02       |
| 1937 | 02    | 0–       |
| 1938 | 0–    | 0–       |

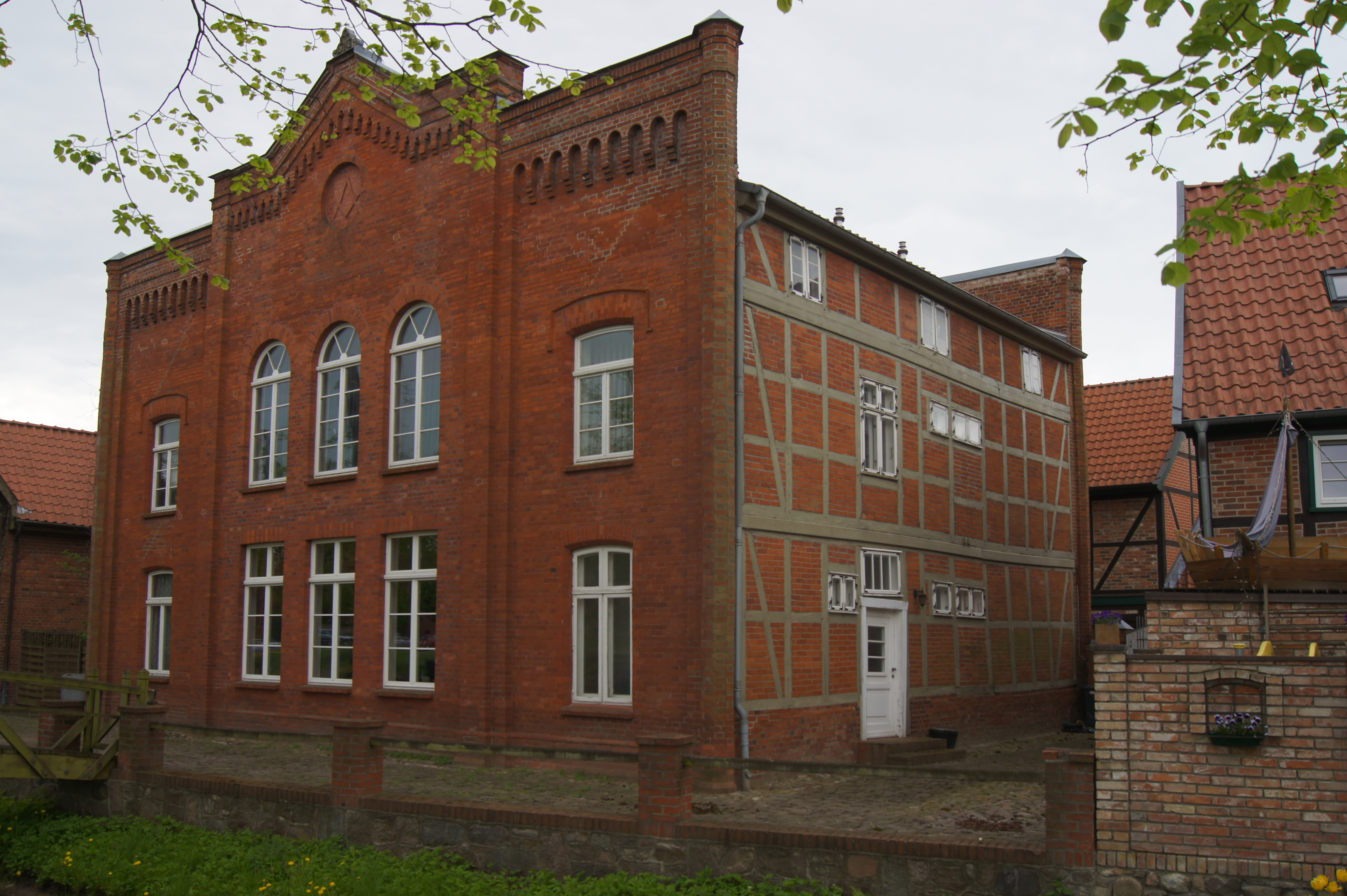
Die Synagoge
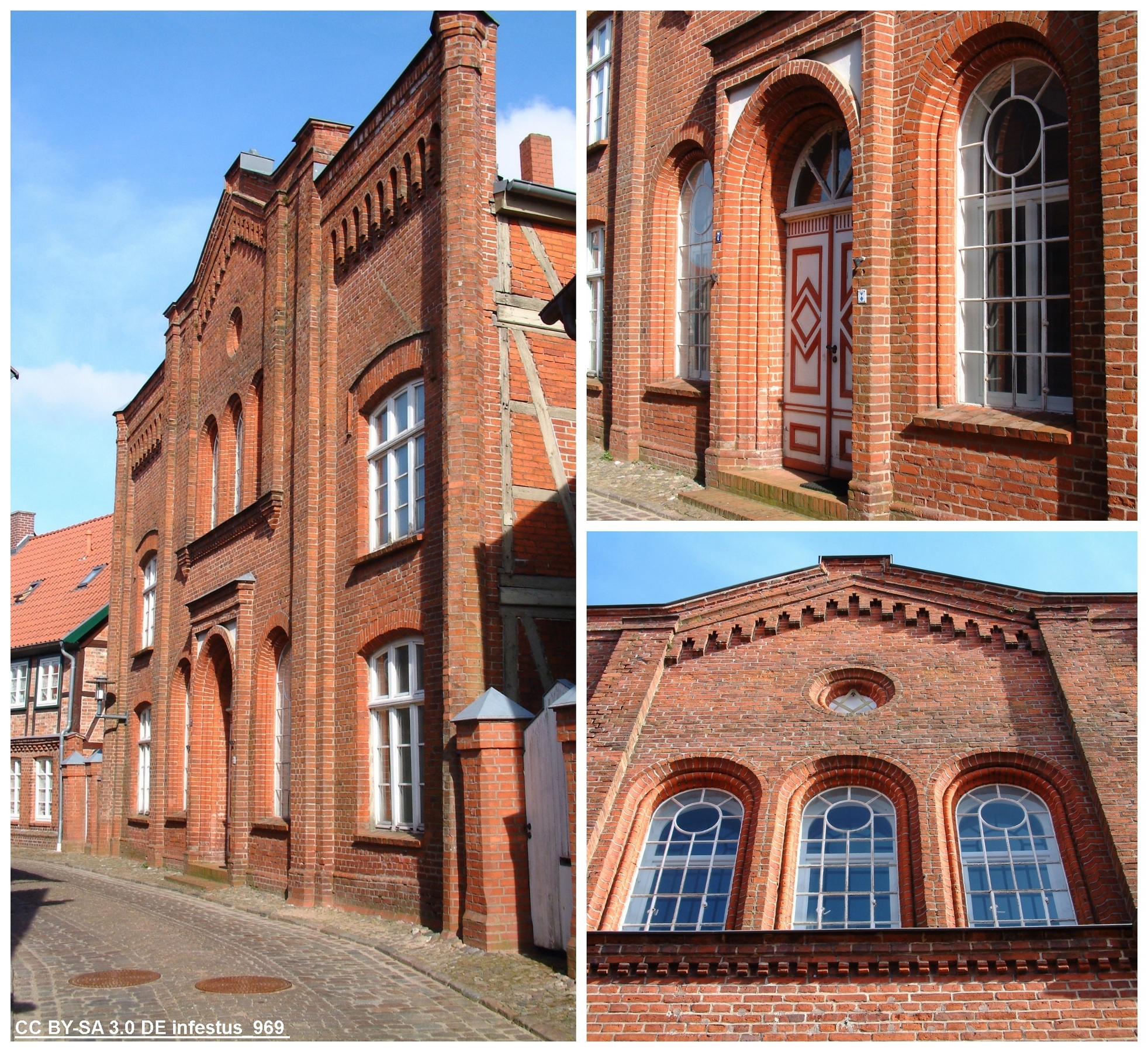
Baumerkmale Westgiebel
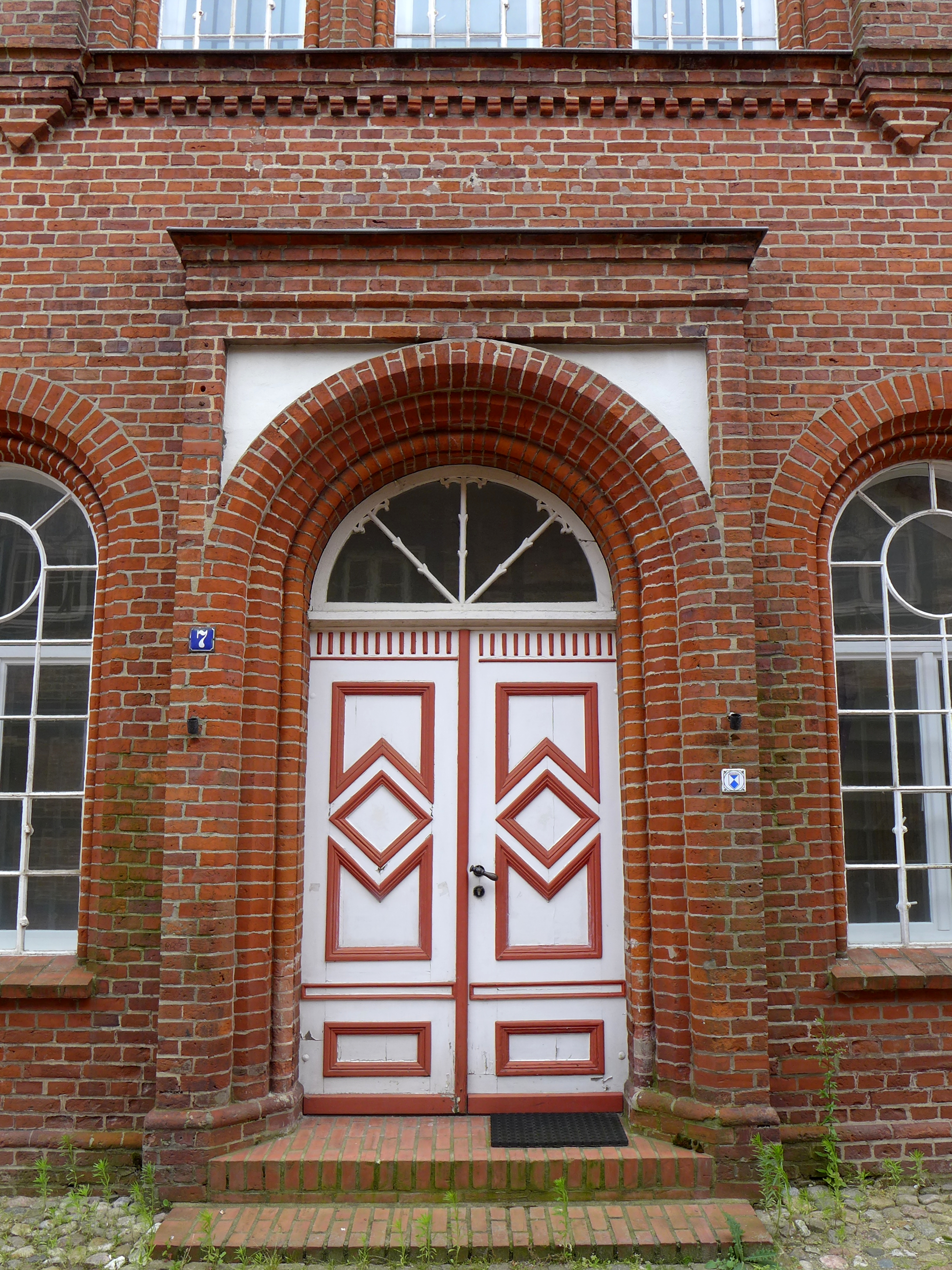
Eingangsbereich
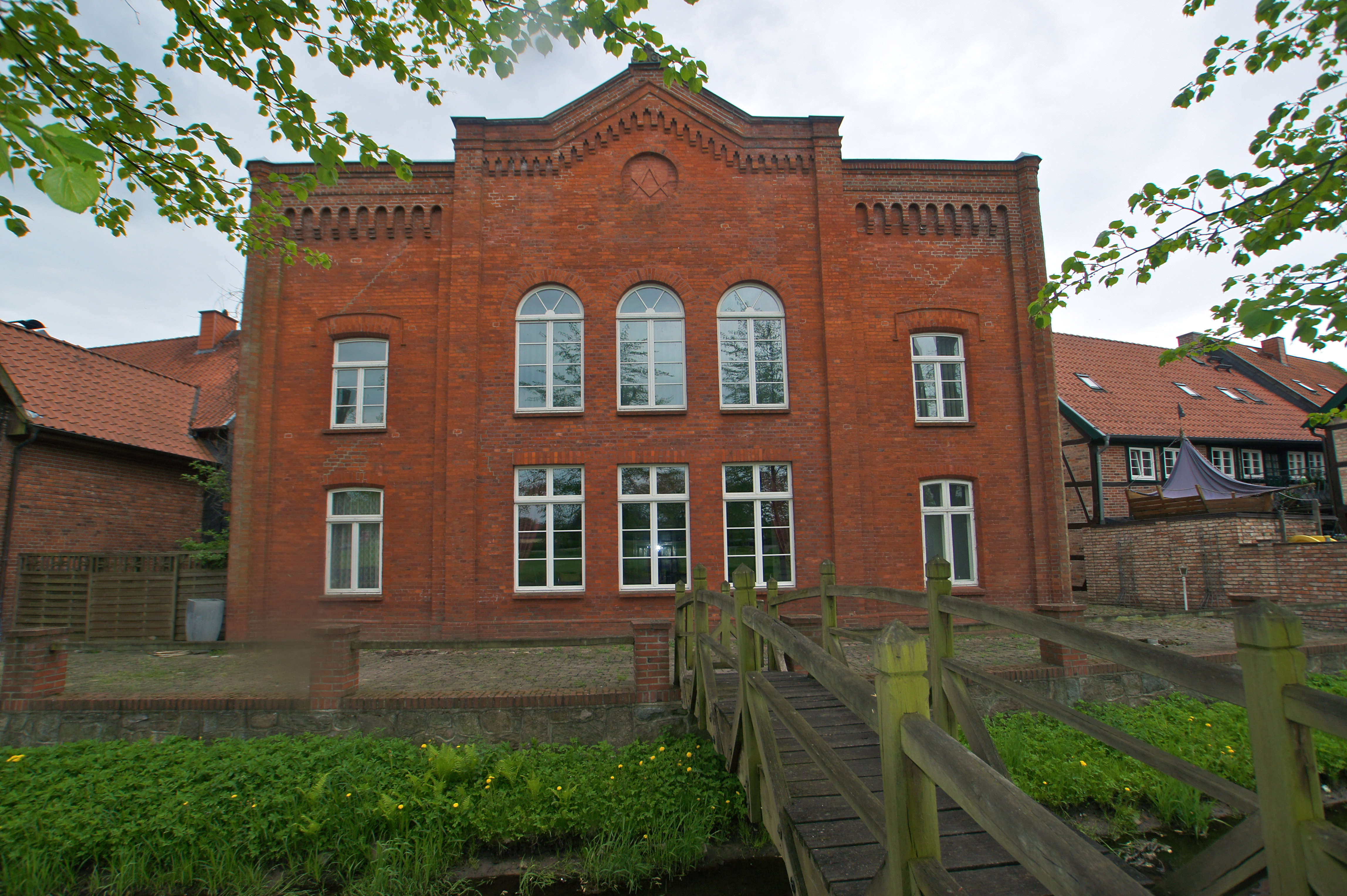
Rückansicht
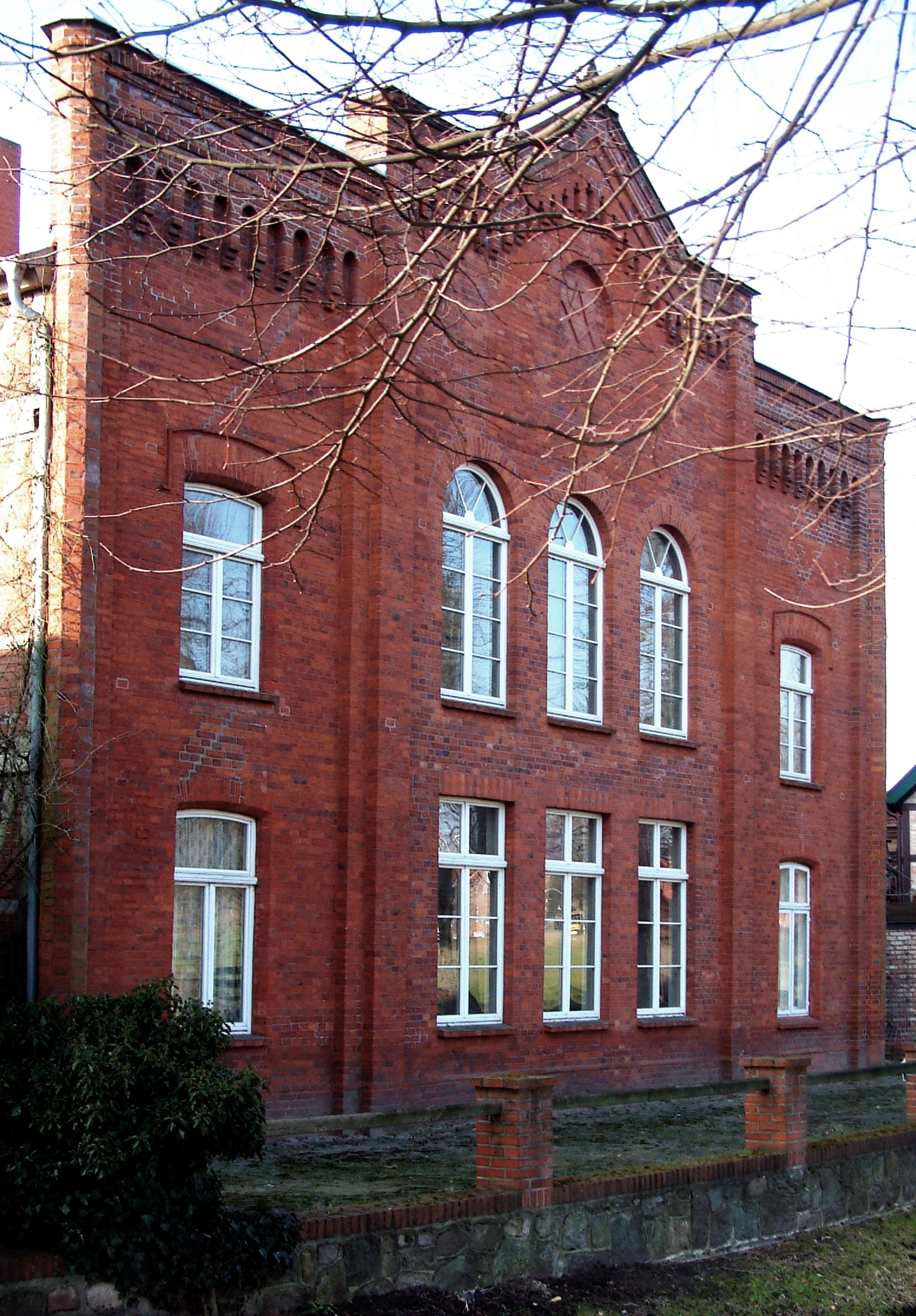
Rückansicht
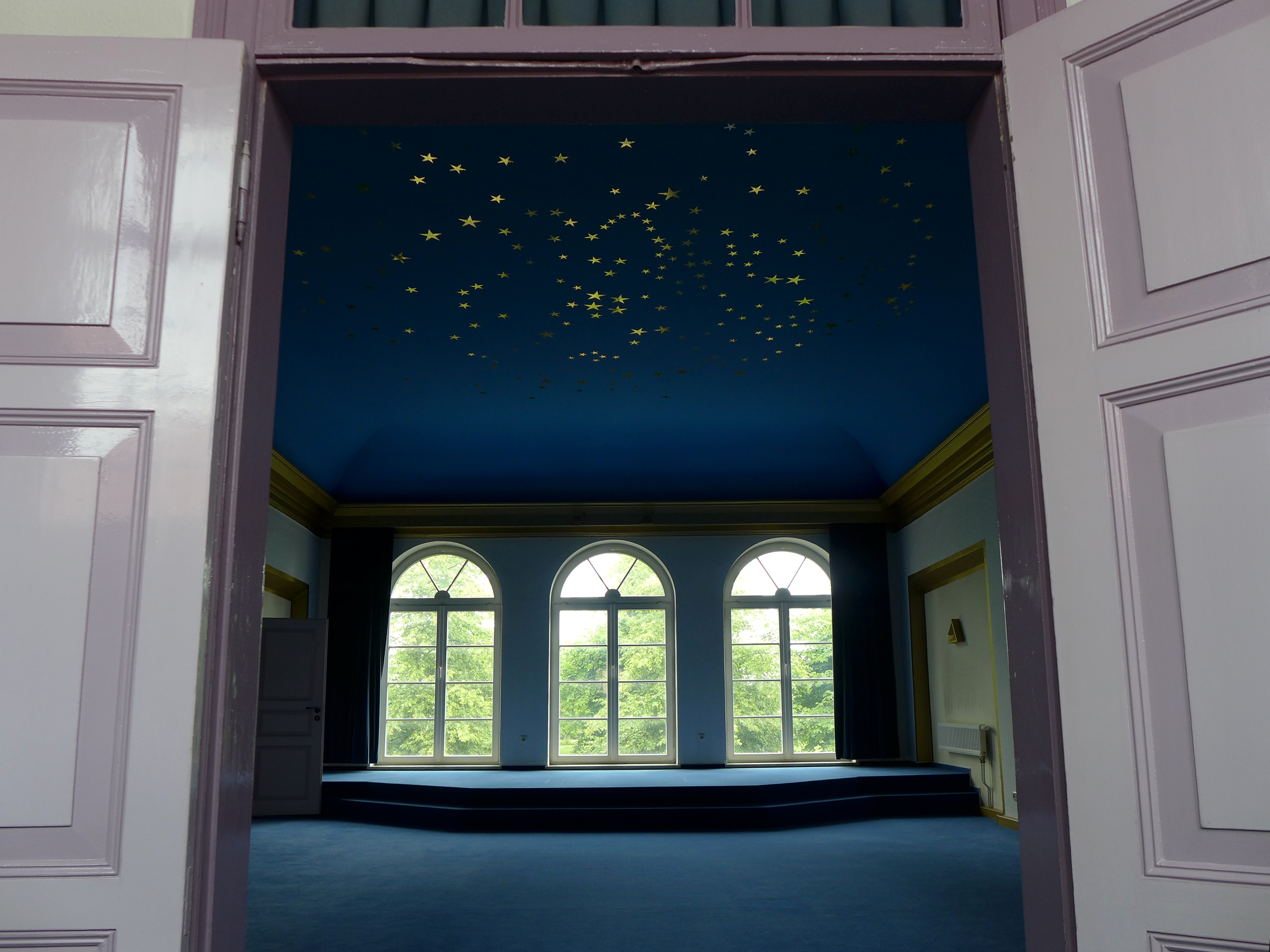
Innenansicht
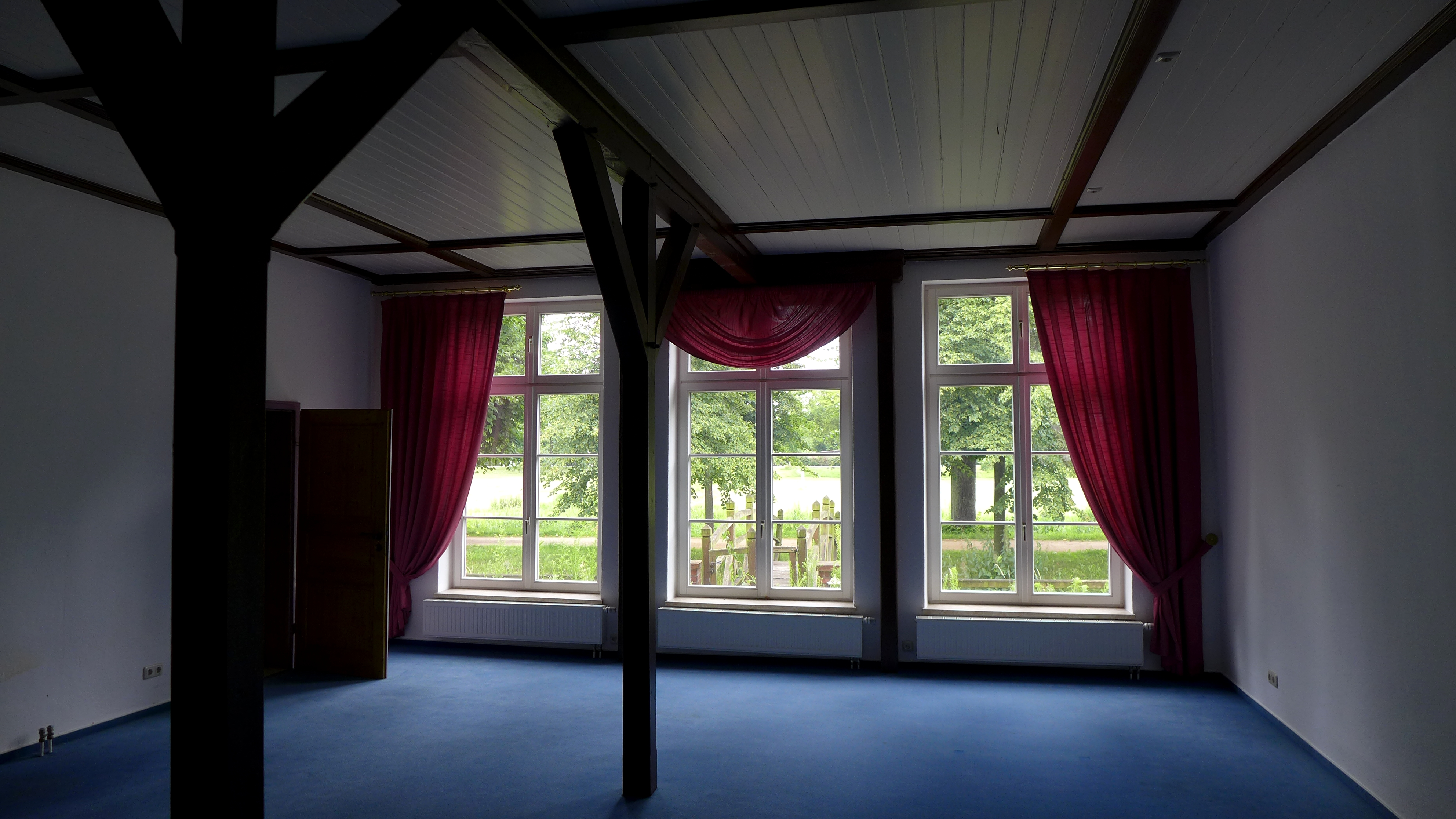
Innenansicht